# Timej (povjesničar)
Timej (Τίμαιος) (živio oko 340. – 250. pr. Kr.) bio je starogrčki povjesničar
Napisao je Povijest Sicilije (Σικελικά) u 38 knjiga koja je obuhvaćala razdoblje od najstarijih vremena do godine 289. prije Kr., a sadržavala je i osvrte na Italiju, Kartagu i Grčku.
Od njegovih djela još se spominju Povijest Rima i Olimpijski pobjednici.
Njegova glavna zasluga je što je spartanske efore i atenske arhonte sveo na olimpijade i time mjesto lokalnog uveo opće računanje povijesnih događaja.